# 拉蒂纳省
拉蒂纳省（義大利語：Provincia di Latina）是意大利拉齐奥大区的一个省，首府拉蒂纳，人口561,189（2012年）。